# خربة صليب
خربة صليب بلدة سوريّة تتبع إداريّاً لمحافظة حلب منطقة منبج ناحية مسكنة، بلغ تعداد سكانها 429 نسمة حسب التعداد السكاني لعام 2004.